# Yakuza: Like a Dragon
Yakuza: Like a Dragon — компьютерная ролевая игра, разработанная Ryu Ga Gotoku Studio и изданная Sega. Изначально игра была выпущена в Японии на платформе PlayStation 4 16 января 2020 года. Международный релиз состоялся 10 ноября 2020 года одновременно на Windows, PlayStation 4, Xbox One и Xbox Series X/S и в 2021 году на PlayStation 5.
Like a Dragon является восьмой основной игрой в серии Yakuza и первой частью основной линейки, где главным героем выступает не Кадзума Кирю, а новый главный герой — Итибан Касуга, младший член одной из семей якудза, который провёл в заключении 18 лет, взяв на себя вину за преступление, которого он не совершал, и, выйдя на свободу в 2019 году, был предан своей семьёй.

## Игровой процесс
В отличие от прошлых игр серии, Like a Dragon является ролевой игрой. Игрок берёт на себя роль Итибана Касуги, бывшего члена одной из семей якудза. Как и в прошлых играх, персонаж перемещается по открытому миру, где он может выполнять основные и побочные задания, а также играть в различные мини-игры и принимать участие в боях со случайными противниками.
Также претерпела изменения боевая система: в прошлых основных играх она была схожа с таковой в играх жанра Beat ’em up, в то время, как в Like a Dragon используется пошаговая боевая система, как в играх жанра JRPG. Вместо управления только главным героем в боях игрок берёт под управление отряд до четырёх человек, каждый член которого обладает своими навыками.

## Сюжет
В 2001 году Масуми Аракава заставляет Ичибана Касугу признаться в убийстве, которое якобы совершил его капитан Дзё Савасиро, чтобы защитить репутацию последнего. Касуга, чувствуя себя в долгу перед Аракавой, соглашается взять на себя вину за преступление. Аракава обещает встретить Касугу после его освобождения. Спустя 18 лет, отбыв наказание, Касуга выходит из тюрьмы, но Аракавы нигде не видно. Его забирает полицейский Коити Адачи, который сообщает, что клан Тодзё распался, а вместо него Камуротё стал территорией их соперника — Альянса Оми. Адати также сообщает Касуге, что в этом виноват Аракава, который предал клан, чтобы присоединиться к Оми, а сын Аракавы, Масато, которого Касуга когда-то возил на машине, умер из-за болезни. Стремясь вместе раскрыть правду, они штурмуют собрание Альянса Оми, которое проводит Аракава. Адати арестовывают за незаконное проникновение, а Аракава стреляет в Касугу.
Через три дня бездомный Ю Нанба залечивает раны Касуги, обнаружив его тело в районе Исезаки Идзинтё. Нанба видит в кармане Касуги фальшивую купюру и говорит ему, что он в безопасности от Альянса Оми, потому что Идзинтё — враждебная территория. Касуга и Нанба встречаются с Адати, где соглашаются работать на владельца мыловаренного завода Исао Нономия, чтобы подзаработать. После раскрытия заговора в городском доме престарелых банда узнаёт, что Нономия убит, что настораживает Саэко Мукода, одну из его сотрудниц. Решив найти убийцу Нономии, Саэко присоединяется к команде Касуги. Саэко узнает, что убийца — Акира Мабути, лейтенант триады Йокогама Люманг. Они также раскрывают сотрудничество Люманга с триадой Геомиджул и кланом Сейрю в организации схемы по подделке денег. Эти деньги используются Ютакой Огикубо, высокопоставленным политиком, чтобы подкупить местную полицию для эффективного сохранения мира.
Бойцы Люманга ловят отряд и передают их Мабути. Мабути рассказывает, что он специально подстроил предыдущие события, чтобы подставить отряд под удар клана Сейрю. Чжунхи Хан, второй командир Геомиджул, спасает ребят от Мабути. Тем не менее Мабути казнит двух членов клана Сейрю, чтобы спровоцировать дальнейшую войну. Касуга отправляется в штаб-квартиру Геомиджул, чтобы найти доказательства вины Мабути и убедить другие банды Идзинтё не воевать друг с другом. Лидер Геомиджул Сонхи рассказывает, что Нанба притворился бездомным, чтобы расследовать исчезновение брата после того, как тот попытался разоблачить схему по подделке денег. Она объединяет Геомиджул и Лиуманг, чтобы казнить Нанбу, и тот вынужден искать убежище в штаб-квартире Bleach Japan, одним из основателей которой является губернатор Токио Рё Аоки. В конце концов Касуга догадывается, что Аоки — это Масато, который принял новое обличье и использовал Bleach Japan, чтобы очистить Камуротё от влияния клана Тодзё. Однако, поскольку полиция опасалась узурпации власти, Аоки приказал Альянсу Оми захватить Камуротё с помощью Аракавы. Аоки стремится заручиться поддержкой Идзинтё, подрывая преступный мир Йокогамы, подкупив Мабути, чтобы тот спровоцировал гражданскую войну.
Альянс Оми, под прикрытием Bleach Japan, и Нанба вторгаются в штаб-квартиру Геомиджула, но Касуга с ребятами их одолеавют. Геомиджул сжигает доказательства всей схемы подделки денег, чтобы репутация Огикубо не пострадала во время предвыборного сезона. Тианью Чжао, лидер Люманга, разгневанный предательством Мабути, клянется пощадить Нанбу, если они смогут спасти Геомиджул от Оми. Тронутые солидарностью Чжао, геомиджульцы присоединяются к партие Касуги, к ним присоединяются Хан и Чжао, последний также передает своё лидерство в Люманге Сонхи. Нанба, осознав ошибочность своего пути, вновь присоединяется к команде, чтобы разоблачить Аоки.
Тем временем Аоки нанимает свою правую руку, Сота Кумэ, чтобы тот выдвинул свою кандидатуру на пост регионального представителя Йокогамы. По совету председателя клана Сэйрю, Рюхэя Хосино, Касуга выдвигает свою кандидатуру как независимый кандидат, чтобы помешать планам Аоки. Хосино также говорит Касуге, что Аракава никогда не собирался его убивать: после перестрелки Аракава положил в карман Касуги фальшивую купюру, которую дал ему Хосино, чтобы первый мог посетить последнего от его имени. Хосино ранее убил отца Аракавы за кражу фальшивых денег, но Аракава в итоге простил его, его решение отдать купюру обратно Хосино, несмотря на то, что Аракава имел возможность разоблачить его, было доказательством.
Касуга узнает от своего бывшего брата по оружию Мицуо Ясумуры, что Аракава всё это время притворялся, что работает на Альянс Оми. Касуга и его отряд отправляются в Сотенбори и посещают собрание Альянса Оми, где Аракава вместе с шестым председателем клана Тодзё Дайго Додзимой и капитаном Альянса Оми Масару Ватасэ официально распускают обе организации, чтобы помешать Аоки использовать их в качестве пешек. Касуга и его команда, к которой присоединяются лейтенант Оми Йосуке Тендо и офицеры Тодзё Горо Мадзима и Тайга Саэдзима, сражаются с бунтующими членами Оми. Позже к ним присоединяется бывший председатель клана Тодзё Кадзума Кирю, который оказывается анонимным телохранителем Ватасэ. После битвы Касуга примиряется с Аракавой и узнаёт, что именно Аоки совершил убийство 18 лет назад. Аоки также выясняет обстоятельства выдвижения кандидатуры Касуги и приказывает Савасиро убить Хосино.
Касуга прибывает в штаб-квартиру клана Сейрю, но слишком поздно — Хосино убит. Касуга побеждает Савасиро, и тот раскрывает правду: Аоки — биологический сын Савасиро, а Касуга — законный сын Аракавы. Когда за девушкой Аракавы, Аканэ, охотились якудза, Аракава сказал Аканэ положить ребёнка в один из шкафчиков для монет, чтобы обеспечить его безопасность. В итоге Аракава забрал ребенка Савасиро, а его настоящего ребенка усыновил отец Касуги, Дзиро. В конце концов Савасиро добровольно сдаётся полиции.
Позднее Кирю встречает отряд Касуги и сообщает им, основываясь на информации, предоставленной кланом Дайдодзи, что Аоки послал убийц за Савасиро, так как тот планировал разоблачить Аоки. Касуга останавливает убийц и возвращается в Камурочо, где устраивает засаду с использованием улик, чтобы выманить Аоки и Тендо, который был ответственен за убийство Аракавы. Касуга побеждает Тендо в бою, а затем отряд тайно притворяется побеждённым, чтобы обмануть Аоки и заставить его самого рассказать о своём намерении. В то время как Аоки сбегает, отряд Касуги публично сливает видеозапись. В конце концов Касуга находит его у шкафчиков с монетами. Когда Касуга слёзно умоляет Аоки сдаться, Кумэ, возмущённый его лицемерием, наносит Аоки смертельный удар.
Через некоторое время улики, найденные в штаб-квартире Аракавы, приводят к аресту всех чиновников Камуротё, принявших его взятку. Касуга посещает похороны Аракавы и Аоки и решает остаться в Идзинтё, отказавшись от предложения Дайго устроиться на работу в охранную фирму, где работают бывшие якудза из Осаки.

## Разработка и выпуск
Перед официальным анонсом игры разработчики несколько раз делились различными деталями проекта. Так, 1 апреля 2019 года был опубликован ролик, который демонстрировал битву нового главного героя и его спутников против уличной банды, которая была показана, как пошаговый бой в стиле игр жанра JRPG. Из-за даты публикации видео было воспринято, как шуточное. Игра была официально представлена 29 августа 2019 года, а также было объявлено, что игра выйдет в Японии 16 января 2020 года на платформе PlayStation 4. Тогда же было объявлено, что ранее показанная пошаговая боевая система является реальной и пришла на смену прежней. В Японии игра распространяется как Ryū ga Gotoku 7: Hikari to Yami no Yukue (яп. 龍が如く7 光と闇の行方 рюː га готоку сэбун хикари то ями но юкуэ), в то время как во всем мире распространяется без цифры под названием Yakuza: Like a Dragon.
В мае 2020 года в базе данных сервиса Steam было замечено приложение с обложкой Yakuza: Like a Dragon, хотя версия для персональных компьютеров на тот момент ещё не была представлена. 7 мая 2020 года на мероприятии Inside Xbox было анонсировано, что международная версия выйдет в 2020 году сразу на Windows, Xbox One, Xbox Series X и PlayStation 4, при этом для Series X Like a Dragon станет игрой стартовой линейки. Также было объявлено Like a Dragon станет второй после оригинальной Yakuza игрой серии, которая получит английскую озвучку и первой, которая получит субтитры на французском, немецком, итальянском и испанском языках. После выпуска в игру была добавлена поддержка русского и бразильского португальского языков — на эти языки игра также была переведена впервые в серии.
Изначально выход игры был намечен на 13 ноября 2020 года, однако позже дата выхода была перенесена на 3 дня раньше на 10 ноября, чтобы соответствовать дате выхода Series X/S, а также анонсирована дата выхода игры на PlayStation 5 — 2 марта 2021 года. Для обоих семейств консолей предусмотрено бесплатное обновление — пользователи, которые приобретут игру для Xbox One и PlayStation 4 получат обновлённые версии для Series X/S и PlayStation 5 бесплатно. При этом кроссплатформенные сохранения доступны только на семействе консолей Xbox.

## Восприятие
| Сводный рейтинг       | Сводный рейтинг                                                 |
| Агрегатор             | Оценка                                                          |
| --------------------- | --------------------------------------------------------------- |
| Metacritic            | (PC) 83/100 (PS4) 84/100 (XONE) 89/100 (XS) 83/100 (PS5) 86/100 |
| OpenCritic            | 86/100                                                          |
| Иноязычные издания    |                                                                 |
| Издание               | Оценка                                                          |
| Destructoid           | 7,5/10                                                          |
| Edge                  | 8/10                                                            |
| Famitsu               | 38/40                                                           |
| Game Informer         | 9,25/10                                                         |
| GameRevolution        | [ 29 ]                                                          |
| GameSpot              | 9/10                                                            |
| GamesRadar+           | [ 31 ]                                                          |
| IGN                   | 7/10                                                            |
| Jeuxvideo.com         | 16/20                                                           |
| PC Gamer (US)         | 72/100                                                          |
| USgamer               | [ 35 ]                                                          |
| Русскоязычные издания |                                                                 |
| Издание               | Оценка                                                          |
| StopGame.ru           | "Похвально"                                                     |
| «Игромания»           | [ 37 ]                                                          |

Игра получила в целом положительные отзывы от игровых изданий: на агрегаторе оценок Metacritic средний балл версий для персональных компьютеров и Xbox Series X/S составил 83 балла, версии для PlayStation 4 — 84 балла, версия для PlayStation 5 была оценена в 86 баллов, а версия для Xbox One — 89 баллов. На портале OpenCritic игра набрала 86 баллов.

### Продажи
Yakuza: Like a Dragon была самой продаваемой игрой в первые 4 дня в продаже в Японии с 156 993 проданными физическими копиями. По состоянию на март 2020 года в Азии и Японии всего было продано 400 000 цифровых и физических копий игры.